# Henryk Stroband
Henryk Stroband (ur. 14 listopada 1548 w Toruniu, zm. 1609) – ławnik i burmistrz toruński, twórca protestanckiego Gimnazjum Akademickiego w Toruniu, współtwórca kodyfikacji prawa chełmińskiego.

## Życiorys
Syn Jana. Wyznawał kalwinizm. Uchodził za człowieka renesansu. We Frankfurcie nad Odrą studiował w 1566 roku filozofię, prawo i nauki (tu przez prof. Janusza Małłka porównane do współczesnych nauk politycznych). Następnie w latach 1566–1568 studiował prawo w Tybindze, a w 1570 teologię w Wittenberdze. Odbył też podróż do Strasburga i Bazylei. Doświadczenie nabyte we Strasburgu Stroband wykorzystał do późniejszej reformy Gimnazjum Toruńskiego. Na początku 1574 roku wrócił do Torunia. Oprócz niemieckiego biegle posługiwał się językiem polskim i łaciną.
Według badań przeprowadzonych przez Krzysztofa Mikulskiego ok. 1575 roku Henryk Stroband został ławnikiem staromiejskim. W 1585 roku został rajcą. W latach 1587–1609 sprawował urząd burmistrza Torunia (wielokrotnie prezydującym burmistrzem). Uczestniczył w posiedzeniach senatu i sejmiku generalnego Prus Królewskich. Był też w mieście protoscholarchą zarządzającym szkołami miejskimi.
Był najwybitniejszą postacią Torunia przełomu XVI i XVII w. wykazując się wielką aktywnością. Doprowadził do ujednolicenia zarządu finansowego Torunia, opracował nowy podział administracyjny Torunia i jego przedmieść, zniósł osobne miejsce obrad rajdów i ławy nowomiejskiej, wprowadził jednolity zarząd szkół, kościołów i przytułków oraz przeprowadził reformę gimnazjum. Stroband dążył do centralizacji władzy, jego polityka napotykała opór ze strony jezuitów i szlachtą.
Dzięki jego zabiegom w 1594 roku Gimnazjum Toruńskie urosło do rangi gimnazjum akademickiego. W szkole poszerzono nauczanie z sześciu do dziesięciu lat, promocję do następnej klasy uzależniono od zdania obowiązkowego egzaminu, przy gimnazjum utworzył bibliotekę, w latach 1598–1603 przy ul. Piekary wybudował bursę dla uczniów. Planował również utworzenie wyższej szkoły protestanckiej (być może uniwersytetu) dla protestantów.
Ważnym elementem działalność Strobanda były inwestycje budowlane. Burmistrz pragnął zmodernizować Toruń i uczynić go miastem mogącym konkurować z Gdańskiem, Elblągiem, miastami niderlandzkimi lub dawnymi miastami Hanzy. Dzięki jego staraniom doszło do przebudowy Ratuszu Staromiejskiego. Przebudowę rozpoczęto w 1602 roku, zakończono w 1605. Pracami kierował Antoni van Obberghen. Dzięki jego staraniom w kościele św. Jakuba oraz kościele Mariackim pojawiły się nowe dekoracje. Na północnej ścianie prezbiterium kościoła Mariackiego umieszczono sto herbów najważniejszych rodzin toruńskich. Jako wykonawca testamentu Jana Strobanda sfinansował epitafium rodziny Strobandów w kościele Mariackim.
W 1590 roku uzyskał dla Torunia przywilej fortyfikacyjny. W 1597 roku przy ul. św. Anny wzniesiono arsenał miejski o dwoma półszczytami po bokach i fasadzie zwieńczonej wolutowym szczytem. W 1601 roku wybudowano wartownię u zbiegu ul. Żeglarskiej i Szerokiej.
W 1580 roku zlecił on namalowanie swojego portretu, który zawisł w Ratuszu.
Posiadał indygenat szlachecki.
Zarządzał folwarkiem w Przysieku. Dzięki jego staraniom przed 1600 rokiem doszło do rozbudowy folwarku.
Zmarł w 1609 roku na zapalenie płuc.